# Mirzamys louiseae
Mirzamys louiseae és una espècie de mamífer rosegador de la família dels múrids. És endèmic de la banda papú de la serralada de Pegunungan Bintang. Té el pelatge de color marró grisenc fosc tant al dors com al ventre. Fa 222 mm de llargada de mitjana. El seu nom específic, louiseae, commemora alhora el Llac Louise, una de les localitats on s'ha trobat aquesta espècie, i la zoòloga estatunidenca Louise Hickock Emmons.